# X de la Taula
X de la Taula (X Mensae) és una estrella tipus M situada a la constel·lació de la Taula, a uns 2.250 anys llum del Sol. Té una magnitud visual aparent d'aproximadament 11,4.